# Žurnalistika

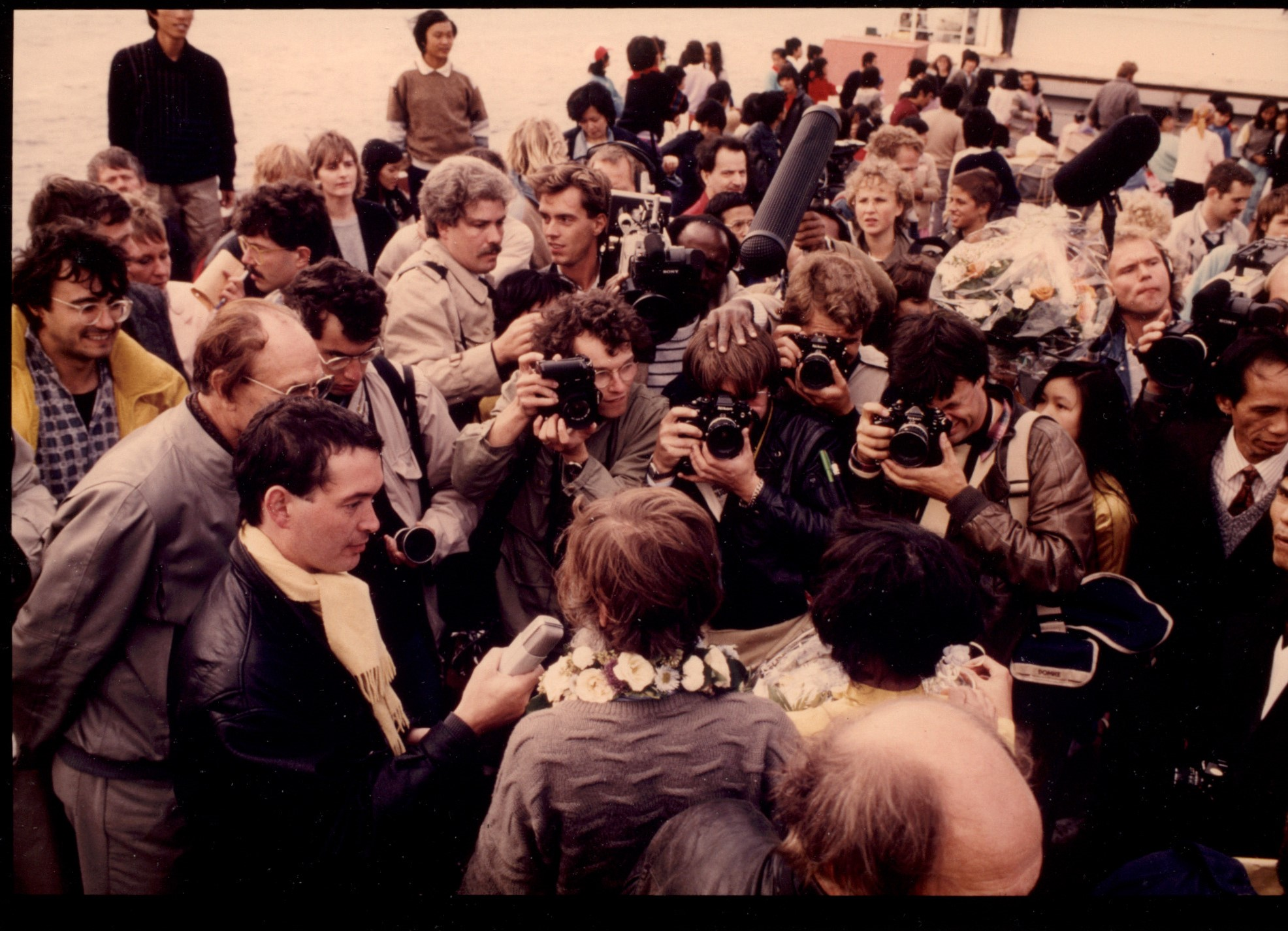
Tiskový brífink (Německo, 80. léta 20. století)

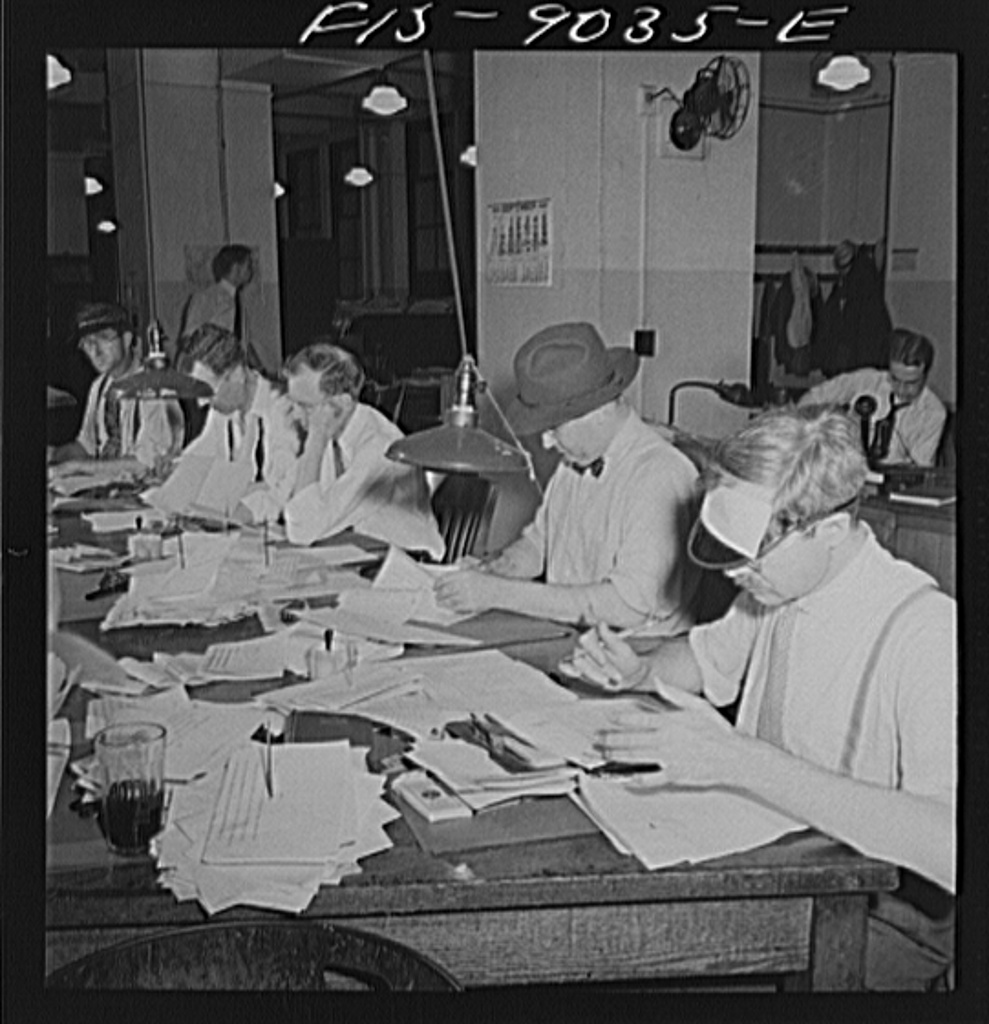
Novináři v redakci New York Times, 40. léta

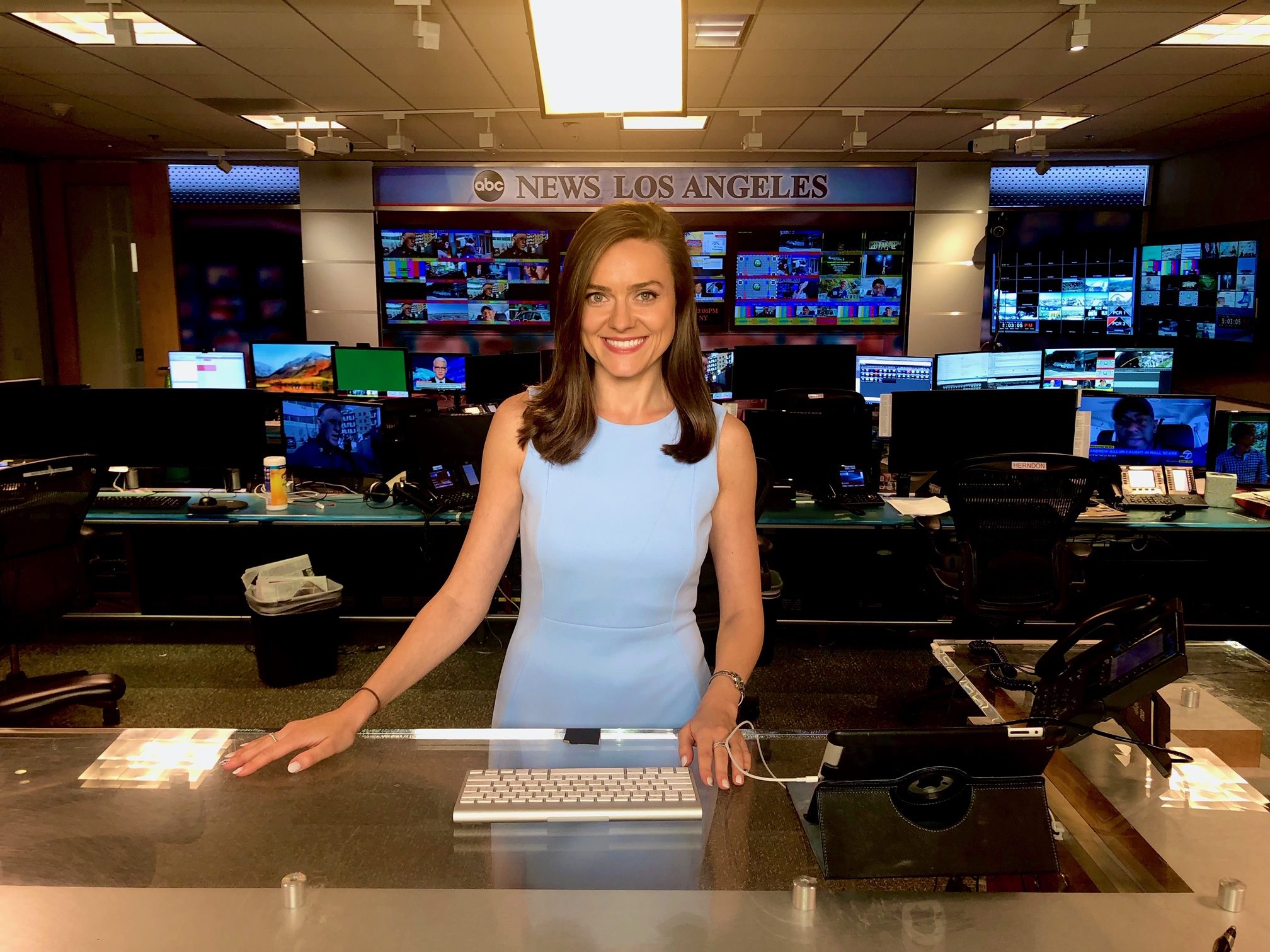
Televizní moderátorka

Žurnalistika (nebo žurnalismus, obě slova odvozena z původně francouzského slova žurnál – deník) je tvorba a distribuce zpráv o aktuálních událostech, a to prostřednictvím různých forem - tisku, televize, rozhlasu, internetu. Tyto formy jsou souhrnně nazývány masová média (v minulosti se v Československu užíval pojem hromadné sdělovací prostředky). Žurnalistika je také název novinářského povolání a produktů této činnosti. Novinář nemusí pracovat v masovém médiu, může tvořit například pro tiskovou agenturu, která pak své produkty masovým médiím prodává. Obvykle se za součást žurnalistiky považuje i poskytování komentářů, názorů a souvislostí v médiích, které zároveň poskytují zpravodajství (méně již mimo ně, například na blogu nebo v odborném časopise, nicméně hranice je neostrá, existují i žurnalistické produkty na komentáře a analýzy se zaměřující).
Žurnalistika a média byly vždy, vzhledem k jejich předpokládanému vlivu na společnost, v silné interakci s politikou a vládní mocí. V některých zemích jsou média ovládána vládou nebo ovlivňována vládními zásahy, často na základě právních norem, které je k tomu přímo zmocňují (cenzura). Jinde právní rámec dává novinářům svobodu slova, ale v praxi si mocenské složky nacházejí cesty, jak média ovlivňovat. V nejliberálnějších zemích jsou média plně nezávislá na vládě, a buď fungují jako soukromý průmysl nebo jako veřejné instituce placené z peněz občanů (tzv. média veřejné služby). V těchto zemích se však diskutuje o vlivu ekonomických subjektů na média soukromá či o roli médií veřejné služby - do jaké míry mají být politicky a kulturně-hodnotově neutrální, vyvážená, nestranná či objektivní. Média jsou obvykle regulována i právními úpravami typu pomluvy, urážky na cti, šíření nenávisti ke skupině občanů apod. V některých právních systémech nicméně funguje princip absolutní svobody slova - verbální trestní čin zde není možné spáchat, kupříkladu ve Spojených státech amerických. Evropské právo má naopak tendenci před médii chránit, především skupiny občanů a menšiny. Média se snaží snížit právní a politický tlak na sebe tím, že si dobrovolně ustavují rozličné etické kodexy (viz žurnalistická etika).
Žurnalistika se obvykle dělí podle druhu média (televizní, rozhlasová, fotožurnalistika apod.), podle hodnotové orientace (liberální, konzervativní, levicová), podle míry zájmu o politiku a širší souvislosti (seriózní, bulvární), podle předmětu zájmu (sportovní, kulturní apod.), podle způsobu financování (soukromá-komerční, veřejnoprávní, státní), podle žánrů (zpravodajství, publicistika, moderování) či podle způsobu práce (investigativní žurnalistika apod.). Základními žánry jsou zpráva, reportáž, komentář, rozhovor. K vedlejším žánrům patří recenze, umělecká kritika, portrét, fejeton, esej, soudnička, črta apod., přičemž některé z těchto žánrů z médií již vymizely, nebo jsou na ústupu. V některých kulturních okruzích má novinařina tradičně blízko k literatuře, řada spisovatelů byla zároveň nebo původně novináři (v Česku Jan Neruda, Jaroslav Hašek, Karel Poláček, Karel Čapek, Eduard Bass atd.). Bývá zvykem, že do médií tak či onak přispívají i zástupci jiných profesí a oborů, filozofové, vědci, podnikatelé, umělci, i oni mohou být považováni za publicisty, tedy druh novinářů. Blízko k novinářské profesi má též obor public relations, řada novinářů přechází do něj nebo přichází z něj.
Tím, že se novinářská činnost odehrává v tak rozdílných technologických, institucionálních a socio-ekonomických kontextech, je ovšem novinářské povolání velmi různorodé (například moderátor televizní diskuse vykonává úplně jinou činnost než fotograf bulvárního média, nebo komentátor sportovního deníku). To vede k nižší solidaritě a odborové organizovanosti novinářů, byť profesní organizace existují (v Česku např. Syndikát novinářů). Nicméně pokusy omezit práva a činnost novinářů členstvím v nějaké takové organizaci jsou v demokracii obvykle považovány za útok na svobodu slova, v nedemokratických režimech takové organizace naopak často slouží ke kontrole vlády nad médii. I když existuje specializované novinářské vzdělávání, univerzitní i jiné, není jím vstup do profese nijak limitován, ba takové vzdělání bývá u novinářů spíše výjimečné.
Žurnalistika je velmi závislá na technologiích a každá technologická změna ji ovlivní a promění. Ve 21. století se především diskutuje o možnosti zániku tištěných médií na úkor internetových a o vlivu sociálních sítí na média a na společnost vůbec.
Žurnalistika a masová média jsou také předmětem teoretického a akademického zájmu. Obor, který je studuje, se nazývá obvykle mediologie, případně mediální studia či teorie masové komunikace. Média jsou ovšem rovněž předmětem intenzivního zájmu kulturologie, sociologie, politologie či filozofie. Novinářská profese je též často ztvárňována ve filmu a televizní zábavě (např. Superman, Redakce, Sex ve městě, Na titulní straně, Zbožňuju trable, Prázdniny v Římě, Případ Pelikán, Sladký život, Stalo se jedné noci, Nahota na prodej, Všichni prezidentovi muži, Občan Kane). S tím jsou spjaty různé stereotypy jako "novinářské hyeny" na straně jedné nebo "hlídací psi demokracie" na straně druhé.

## Dějiny žurnalistiky
Žurnalistika se začala rozvíjet na počátku novověku, v době nových zámořských objevů a rozvoji obchodu, kdy význam informace prudce stoupl a zpráva se stala prodejným zbožím. Zprvu se jednalo o ručně psané dopisy, které placení dopisovatelé posílali svým předplatitelům. Další rozvoj žurnalistiky byl zapříčiněn vynálezem knihtisku.
Během renesance a reformace se nadále vyvíjela myšlenka „práva na informaci“, tato idea pak dosáhla největšího uplatnění v 19. a 20. století. Mluvíme o „zlatém věku žurnalistiky“.

## Druhy žurnalistiky
Tehdy také došlo k diferenciaci žurnalistiky podle odvětví, kterým se zabývala: ekonomie, politika, společnost, zábava, kultura, sport… S nástupem nových technologií (fotografie, rozhlas, televize, elektronická média) se vyvíjí stále nové profese, zvyšuje se rozsah příjemců takto zpracovaných informací a snižuje se doba, která uběhne mezi samotnou událostí a informování o ní.
Některé jiné druhy žurnalistiky:
- občanská žurnalistika (angl. citizen journalism) je fenomén žurnalistiky, ve kterém dochází k tomu, že (více či méně subjektivní) zprávy vznikají z projevů občanů, často náhodných lidí z ulice, popř. očitých svědků, vyjadřujících se přes média k události, kterou viděli.
- tzv. embedovaná žurnalistika se vyskytuje u zpravodajství válečných konfliktů a je rozšířena především ve Spojených státech amerických – Pentagon povolí, aby určitou vojenskou jednotku doprovázel malý štáb, leckdy včetně výcviku a zažívající spolu s vojáky i reálné bojové situace. Tyto zprávy mohou vypadat „akčnější“, ale existuje velké riziko, že zpravodajci spolu se stmelením s kolektivem vojáků ztratí odstup a novinářskou objektivitu.

## Zpravodajství a publicistika
Bez ohledu na kanál či typ, žurnalistika má dvě hlavní složky: zpravodajství a publicistiku. 

### Zpravodajství
Jeho úkolem je zpravit veřejnost o nějaké události, která se stala (nestala) nebo stane (nestane). Stojí na informacích a faktech. Ve zpravodajství se nesmí vyskytnout hodnocení nebo názor na danou událost, zpráva má být objektivní.

### Publicistika

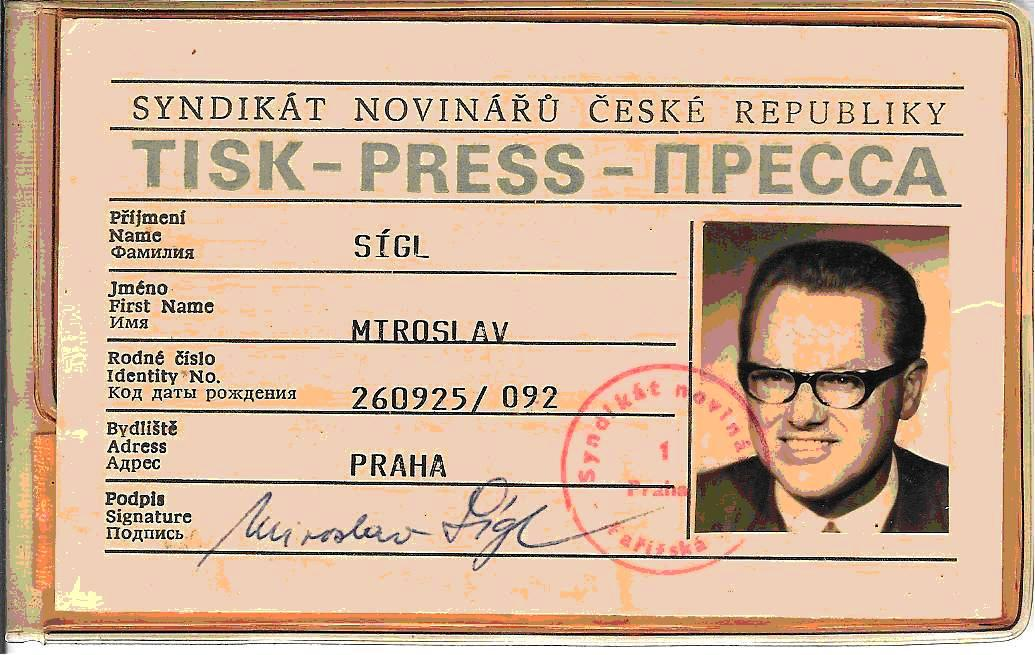
Miroslav Sígl na legitimaci Syndikátu novinářů ČR (konec 90. let).

Činnost spojená se stanoviskem, názorem, postojem, subjektivním přístupem. Může zahrnovat dojmy, soudy, hodnocení. Jejím cílem může být poučení, informování recipienta, ale také pobavení, přesvědčení nebo získání na svou stranu.
Některé publicistické žánry:
- článek
- sloupek
- fejeton
- esej
- reportáž
- interview

## Výzkum žurnalistiky

### Novinář a mediální organizace
Novináři a masoví komunikátoři obecně se stávají předmětem výzkumu mediálních studií a jiných sociálních věd. Tento výzkum se soustředí na několik oblastí. Jedna kupříkladu zkoumá roli novináře uvnitř mediální organizace, a to jak si v ní zjednává prostor, jak ladí své vlastní cíle ("profesní") s cíli organizace. Lars Engwall v této souvislosti například zjistil, že uvnitř mediálních organizací existuje několik paralelně existujících a jasně oddělených "pracovních kultur". V rámci těchto kultur panují jiné cíle a sebepojetí. Novináři sbírající zprávy mají podle Engwalla "zpravodajskou pracovní kulturu", definují sami sebe jako ty, kteří především informují veřejnost. Editoři a komentátoři mají "politickou pracovní kulturu", ti vnímají sami sebe (a média) spíše jako aktéry politického dění, věří, že mají úkol toto dění ovlivňovat či regulovat. Management a šéfredaktoři žijí podle Engwalla proti tomu spíše v "ekonomické kultuře", preferují cíle výdělku a vnímají se spíše jako rovní manažerům obchodních firem a sdílejí s nimi jejich hodnoty a životní styl. Technici (fotografové, kameramani apod.) pak zase žijí v technické pracovní kultuře. I oni se identifikují spíše se svými protějšky v jiných organizacích než s médii jako takovými (např. fotografové cítí větší spříznění s uměleckými fotografy než s píšícími novináři). Podle Engwalla je pozoruhodné, že představitelé každé z těchto čtyř kultur v zásadě plní jiné cíle (proto mediální organizaci nazývá "hybridní"), přesto vytvářejí celek, a to bez větších konfliktů. Různorodosti cílů uvnitř mediální organizace si povšimli i jiní badatelé. Systém, jak jsou tyto různé cíle slaďovány a konflikty zahlazovány, nazval Jeremy Tunstall "nerutinní byrokracií". Lee Sigelman z Texaské univerzity dospěl k názoru, že relativně malé procento konfliktů mezi novináři a vedením mediálních organizací vyplývá z jejich "předvýběru" a "samovýběru" - novináři již před vstupem do mediální organizace poměrně citlivě vyhodnocují její hodnotovou či politickou tendenci a považují za věc profesní dovednosti se na ní naladit. Warren Breed v 50. letech naopak dospěl při studiu novinářské praxe k názoru, že sladění cílů novinářů s cíli šéfredaktorů a managementu se rodí postupně, "převýchovou" novinářů rutinami v redakci (tlak na napodobování kolegů, porady, přidělování prestižnějších úkolů, pokud se jedinec osvědčí apod.). I Breed si nicméně povšiml, že schopnost zacházet se zprávami podle linie média, v němž novinář pracuje, se časem stává pro novináře hodnotou, dovedností, na níž se stává pyšný. Zajímavý je též souběžný pocit většiny novinářů, že ve své práci mají značnou míru autonomie a nečelí tlaku na to, jak mají zprávy zpracovat, nebo jakým tématům se věnovat. Což není nelogické z toho hlediska, že veřejností a laickými kritiky očekávaný přímý vliv vlastníků na podobu zpráv byl většinou výzkumů shledán jako poměrně malý, je zde ale patrný rozpor s výše uvedenými zjištěními o tom, že si novináři jsou zároveň vědomí jistého naladění se na tendenci svého média.

### Role novináře
K výzkumu novinářů v interakci s mediálními organizacemi, v nichž působí, úzce přiléhá i výzkum sebepojetí a sebehodnocení novinářů. Klasickou studii připravil John Wallace Claire Johnstone se svým týmem na univerzitě v Illinois roku 1976. Zjistil, že existují tři základní sebepojetí novináře - 1) neutrální šiřitel informací a zprostředkovatel společenské diskuse, 2) investigativec ("hlídací pes") a interpret událostí hledající skrývanou pravdu, 3) protivník moci. První pojetí podle Johnstonových zjištění převládá, druhé je ale také vysoce hodnoceno, třetí je pak okrajovější. Zajímavé podle Johnstona je, že většinou se tato sebepojetí u novinářů překrývají, ačkoli se zároveň do značné míry vylučují. Upozornil také, jak takřka vymizelo pojetí novináře jako prosazovatele určitého stranického názoru, které patrně v minulosti sehrávalo mnohem větší roli. Johnstonův výzkum se zaměřil jen na novináře americké a konal se v 70. letech. Zda výsledky platí i u západoevropských novinářů se pokusilo zjistit několik badatelů. Švédové Björn Fjaestad a P. G. Holmlöv zjistili, že u švédských novinářů vstupují do pojetí sebe sama navíc úkoly "vzdělávání veřejnosti" nebo "prosazování lokální solidarity". Rozdíl u evropských novinářů zjistil i Wolfgang Donsbach, avšak indikoval i značné rozdíly uvnitř Evropy, zejména mezi britskými a německými novináři. Britové se mnohem více vnímali jako neutrální zprostředkovatelé než Němci. Němečtí novináři mají podle Donsbacha mnohem misionářštější pojetí své profese. Američané David Weaver a Cleveland Wilhoit se v 90. letech pokusili zjistit, zda se sebepojetí novinářů mění v čase. Zjistili, že základní zjištění Johnstonova výzkumu se nemění, jen pozice novináře jako "protivníka mocných" se stala ještě menšinovější než v 70. letech. I oni si ovšem povšimli pozoruhodného překrývání těchto tří základních pojetí. Jen 2 procenta novinářů se podle nich identifikují pouze s jednou z těchto rolí. Napětí mezi "neutrálním zprostředkováním" a "hledáním pravdy" je tudíž základním napětím novinářské profese, které však podle většiny výzkumů sami novináři příliš nepociťují a nevnímají v obou rolích zásadní rozpor, ačkoli podle výzkumníků takový rozpor je zjevný. Kritičtí teoretici volně napojení na marxismus, jako třeba Stuart Hall, nicméně trvají na tom, že ať už novináři namíchávají svůj koktejl role zprostředkovatele či pátrače (nebo dokonce partyzána) jakkoli, tak jak tak především slouží k "podpoře zavedeného společenského řádu".

### Sociologie novinářské profese
Již od počátku sociologie také vzbuzují novináři zájem jako sociální skupina. Většina badatelů se shoduje, že profese nevykazuje převahu nějaké třídy či vrstvy, tvoří ji nápadně pestrá škála reprezentantů všech složek a vrstev společnosti. Slavným se stal výrok Maxe Webera, že novináři jsou "párijskou kastou" moderní společnosti, který poukazoval právě k této sociologické neklasifikovatelnosti novinářů. Weber přirovnal novináře v tomto ohledu k umělcům. S tím později souhlasil i Michael Schudson, když novinářství označil za "neizolovanou profesi". Žádné třídní, kulturní, pohlavní či rasové bariéry v přístupu do ní neidentifikoval. Některé studie zjistily třeba menší zastoupení žen, než by odpovídalo poměru žen ve společnosti, avšak jasnou bariéru, která by ženám v přístupu bránila, se nalézt nepodařilo, navíc toto zastoupení v čase prokazatelně roste. Diskuse se pak vede zejména o tom, zda tato relativní sociální otevřenost zajišťuje také skutečnou pluralitu a reprezentaci všech společenských zájmů a pohledů v médiích. Tato pluralita je samozřejmě limitována tím, že novináři, nemají-li být zcela okrajovým a undergroundovým jevem, musí vstupovat do velkých organizací. Tuto podmínku ale mírně oslabil internet, který umožnil mnohým novinářům získat si rychle velký vliv i bez takové velké organizace - například Arianna Huffingtonová a její Huffington Post. Studuje se i třídní zakotvení novinářů poté, co profesi již nějaký čas vykonávají. Zde studie dospívají povětšinou ke stejnému závěru - že novináři spadají do střední třídy, byť jsou obvykle hůře honorováni než jiné typické profese střední třídy jako právníci nebo lékaři (s výjimkou úzké vrstvičky mediálních hvězd, například televizních moderátorů).

### Politický sklon novinářů
Řada výzkumů se věnuje hodnotovému a názorovému zakotvení novinářů - a eventuálnímu zkreslení, jež kvůli tomu může vznikat ve společenské diskusi. Ve Spojených státech se například prosadilo takřka všeobecně přijímané tvrzení, že novináři mají ve většině liberální hodnoty a americká média jsou tímto způsobem vychýlena doleva (v americkém smyslu levice, kde je levicovost spjata především s liberalismem vyhraňujícím se vůči konzervatismu). Řada výzkumů to koneckonců potvrdila, například Robert Lichter a Stanley Rothman v roce 1986 zjistili, že američtí novináři mají v průměru menší sklon k náboženskosti než průměrný Američan (což v USA hodně souvisí právě s liberálně-konzervativní škálou). Lichter a Rothman dokonce tvrdí, že novináři mají zálibu v podpoře sociálních deviací a extrémismu, zejména levicového. Herbert Gans ale ve svém výzkumu v 70. letech k takto jednoznačnému závěru nedošel, podle něj průměrný americký novinář vyznává směs liberálních a konzervativních hodnot, které Gans nazval "hodnotami mateřskými". Z konzervativní škály v nich jsou podpora rodiny, ideál pevné ruky či etnocentrismus. Z liberální naopak individualismus, umírněnost a víra v "odpovědný kapitalismus". Na druhou stranu i Gans zjistil, že většinová je mezi novináři podpora Demokratické strany. To se ale nemusí nutně projevovat v tendenci médií, naopak studie Daniela Wackmana a jeho týmu v 70. letech jasně ukázala, že úvodníky amerických novin ve 20. století většinově podporovaly republikánské prezidentské kandidáty. Ještě jiný, extrémně levicový pohled, třeba Noama Chomského, vidí americké novináře jako jednoznačně konzervativní sílu "sloužící zájmům státu, vládnoucí třídy a velkých korporací". Z těchto extrémně rozdílných závěrů je patrno, že pohled na novináře a jejich hodnotovou orientaci je u badatelů často ovlivněn jejich vlastními hodnotami a obavami. Je také na první pohled zřejmé, že jsou do značné míry nepřenositelné do Evropy, neřkuli ještě vzdálenějších kultur.

### Vztah k publiku
K zajímavým oblastem výzkumu novinářů patří jejich vztah k publiku, tedy ke čtenářům, divákům či posluchačům. Přestože panuje a je médii i šířena obecná představa, že tvoří obsah hlavně pro publikum, mnoho výzkumů nalezlo značně ambivalentní vztah novinářů k příjemcům svých sdělení. Tom Burns v této souvislosti hovořil o novinářském "autismu", neboť mnoho mediálních profesionálů měří kvalitu své práce spíše ohlasem kolegů než publika. Také Pamela Shoemakerová a Stephen Reese zjistili, že "novináři píší primárně pro sebe, pro své vedoucí redaktory a pro jiné novináře". Burns pak dokonce dospěl k závěru, že novináři své publikum vyloženě nenávidí, jakkoli to skrývají. Což on, jako sociolog, dal do souvislosti s postojem podobných profesí, které jsou závislé na klientech a jejich spokojenosti. David Altheide zjistil, že tato nenávist plyne z toho, že novináři publikum považují za "omezené, nekompetentní a nevděčné". Mnoho výzkumů ale zároveň ukázalo, že pracovní spokojenost novinářů je často odvislá od "možnosti pomáhat lidem". Vztah ke kolegům z konkurenčních médií není podle většiny výzkumů příliš konfliktní, James Ettema a Charles Whitney například zjistili, že novináři mají konkurenci většinou rádi, motivuje je a ponouká k inovacím. Navíc dobrý vztah s kolegy z jiných médií je pro novináře pojistkou pro případ, kdyby si museli hledat novou práci.

### Novinářské rutiny a jejich hodnoty
S novinářskou činností úzce souvisí část výzkumu médií jako takových, především pak koncept gatekeepingu. Tento pojem, který původně užíval Kurt Lewin při studiu rozhodovacích nákupních procesů v rodinách, zavedl do studia médií v roce 1950 David Manning White. Chtěl zjistit, podle čeho se editor novin rozhoduje, když z velkého množství zpráv a fotografií, které do novin dodává zpravodajská agentura, vybírá, co nakonec do novin půjde. White se soustředil na subjektivní roli gatekeepera ("dveřníka", "strážce brány"), nicméně již on si povšiml, jak se velmi podobá představa, "co patří do novin a co ne" u různých novinářů napříč různými médii. Pozdější výzkumy se soustředily na pojmenování určitých obecných vzorců mediálního gatekeepingu, přičemž zdaleka nejvlivnější se stala studie norských autorů Johana Galtunga a Mari Holmboe Rugeové The Structure of Foreign News z roku 1965. Galtung a Rugeová se pokusili definovat skupinu tzv. zpravodajských hodnot, obecných vzorců, které má mediální gatekeeper v hlavě, když se rozhoduje, co do novin půjde a co ne. K rozhodujícím principům patří například personalizace a konfliktnost - novináři preferují události, které mohou představit ideálně jako střet osobností. Stejně tak novináři preferují události jednoznačné. Preferují také události náhlé, rychlé a nečekané, oproti dlouhodobým procesům. Na druhou stranu, když se událost do médií již jednou dostane, má velkou šanci se tam dostat znovu, má-li další vývoj (princip kontinuity). Dalším důležitým faktorem je blízkost události publiku (Galtung a Rugeová studovali zpravodajství zahraniční). Norští badatelé si nepovšimli žádné výrazné politické ideologie, která by za zpravodajskými hodnotami stála, krom obecnějších ideologií evropské civilizace: individualismus, materialismus či nacionalismus (etnocentrismus). Na tyto studie navazovaly další, k nejcitovanějším patří koncept mediální logiky, s nímž roku 1979 přišli David Altheide a Robert Snow. Ti se pokusili překlenout jisté zatížení konceptu Galtunga a Rugeové tím, že byl odvozen z produkce zpravodajství zahraničního. Jejich mediální logika se snaží nalézt ještě obecnější faktory, které nutí novináře realitu podávat právě tak, jak ji podávají - znázornitelnost nebo jednoduchost (například "dostihový princip", který tolik ovládá zpravodajství o politice - "kdo vede, kdo ho stíhá" apod.).